# レオン・ユリス
レオン・マーカス・ユリス(Leon Marcus Uris、1924年8月3日 - 2003年6月21日)は、『エクソダス 栄光への脱出』（1958年出版）や『トリニティ』（1976年出版）など、多くのベストセラー本を執筆したことで知られる、ユダヤ系アメリカ人の歴史小説作家。

## 生涯と経歴
ユリスはメリーランド州ボルチモアで、ユダヤ系アメリカ人の両親ウルフ・ウィリアムとアンナ（旧姓ブルームバーグ）・ユリスの息子として生まれた。ポーランド生まれの移民である彼の父は、壁紙職人で、その後店主となった。彼の母は第一世代のロシア系アメリカ人であった。父ウィリアムは第一次世界大戦後、米国に入国する前に1年間パレスチナで過ごした。彼の姓は「エルサレムの男」を意味するイェルシャルミに由来している（レオンの叔父である兄のアロンはイェルシャルミという姓を名乗った）。「彼は基本的なところ失敗者だった」とユリスは後に父親について語っている。「彼の性格は、帝政ロシア時代にユダヤ人であることの厳しい現実により培われたと思う。失敗が彼の性格を形成し、彼を辛辣にしたと思う。」

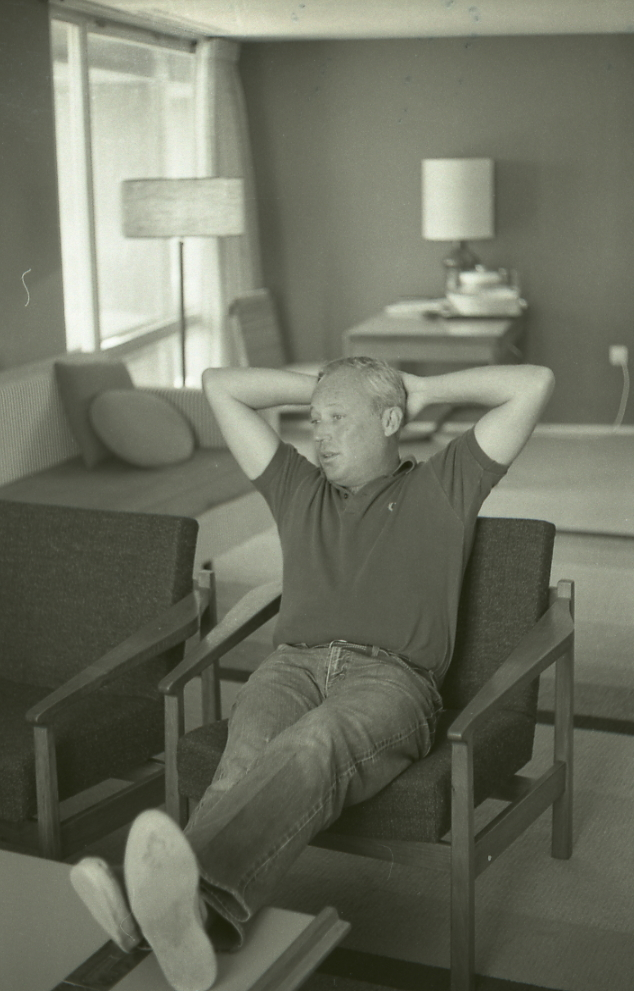
1967年にイスラエルを訪問したレオン・ユリス

ユリスは6歳の時、飼い犬の死に触発されてオペレッタを書いたと伝えられている。バージニア州ノーフォーク、バージニア、ボルチモアの学校に通ったが、高校は卒業せず、英語の試験で3回不合格になった。17歳で高校3年生の時、日本軍が真珠湾を攻撃したため、アメリカ海兵隊に入隊した。
第6海兵連隊第2大隊に所属し、南太平洋で従軍し、ニュージーランドに駐留し、 1942年から1944年までガダルカナル島とタラワ島で無線通信士として戦った。デング熱、マラリア、喘息の再発を患ったため、彼の処女作「バトル・クライ」(1953年)で描かれているサイパン島の戦いで所属大隊が壊滅するのを見逃し、米国に送られた。サンフランシスコでマラリアから回復中に、海兵隊軍曹のベティ・ベックと出会った。彼らは1945年に結婚した。
除隊後、彼は新聞社で働き、余暇に執筆活動を行った。1950年にエスクァイア誌が記事を買ってくれたことをきっかけに、彼はより真剣に執筆活動に打ち込むようになった。ガダルカナル島とタラワ島での体験を基に、太平洋での米海兵隊の強靭さと勇気を描いたベストセラー小説『バトル・クライ』(Battle Cry)を執筆した。その後、ハリウッドのワーナー・ブラザーズに移り、同名の映画の脚本を手伝った。この映画は大衆には非常に好評だったが、批評家には不評だった。その後、戦時中のギリシャを舞台にした小説『怒りの丘 』(The Angry Hills、1955年)を執筆した。
彼の最もよく知られた作品は、1958年に出版された『エクソダス 栄光への脱出』だろう。ほとんどの資料によると、イスラエルへの強い関心から、ユリスは小説の調査資金を、 MGM社に映画化権を先に売却し、シナイ山岳戦役に関する新聞記事を執筆することで賄ったという。この調査には2年間の調査と数千回のインタビューが必要だったと言われている。 この小説は世界的ベストセラーとなり、12か国語に翻訳され、1960年にはポール・ニューマン主演、オットー・プレミンジャー監督で映画化された。また、1971年には、ユリスが脚本と作詞を手掛けたブロードウェイミュージカル『アリ』が短期間上演された。
『エクソダス』は、19世紀後半から1948年のイスラエル建国までのパレスチナの歴史を描いている。『エクソダス』はロシアのイスラエル移住申請を拒否された人たち( Refuseniks)、主にソビエト系ユダヤ人の間でも並外れた影響力を持っていた。2つのタイプライターで打たれたロシア語訳がサミズダート（密かに手から手へと渡される違法な手書きの作品）として流通し、物語は捕虜収容所で口頭で語り継がれ、その口頭版は最終的にノートに書かれ、囚人の世代から世代へと受け継がれた。
ユリスの1967年の小説『トパーズ』は1969年にアルフレッド・ヒッチコック監督によって映画化さされた。
その後の作品には、ワルシャワ・ゲットー蜂起を描いた『ミーラ街18番地』、1949年のベルリン封鎖解除で終わる年代記である『アルマゲドン：ベルリン小説』、アイルランドのナショナリズムを描いた『トリニティ』 、そして20世紀初頭と第一次世界大戦を扱った続編『リデンプション』などがある。
ドイツの強制収容所におけるポーランド人医師の役割を描いた『QB VII』は、1970年に出版されたドラマチックな4部構成の法廷小説で、英国での名誉毀損裁判に至る出来事を描いている。
この作品は、ユリスの以前のベストセラー小説『エクソダス』に起因する名誉毀損訴訟 (デーリング対ユリス事件) に大まかに基づいており、ユリスの2作連続のニューヨークタイムズベストセラーとなった。『ハッジ』は中東の歴史を舞台にしている。彼はまた、 『バトル・クライ』と1957年のジョン・スタージェス監督の西部劇映画『OK牧場の決斗』の脚本も書いている。

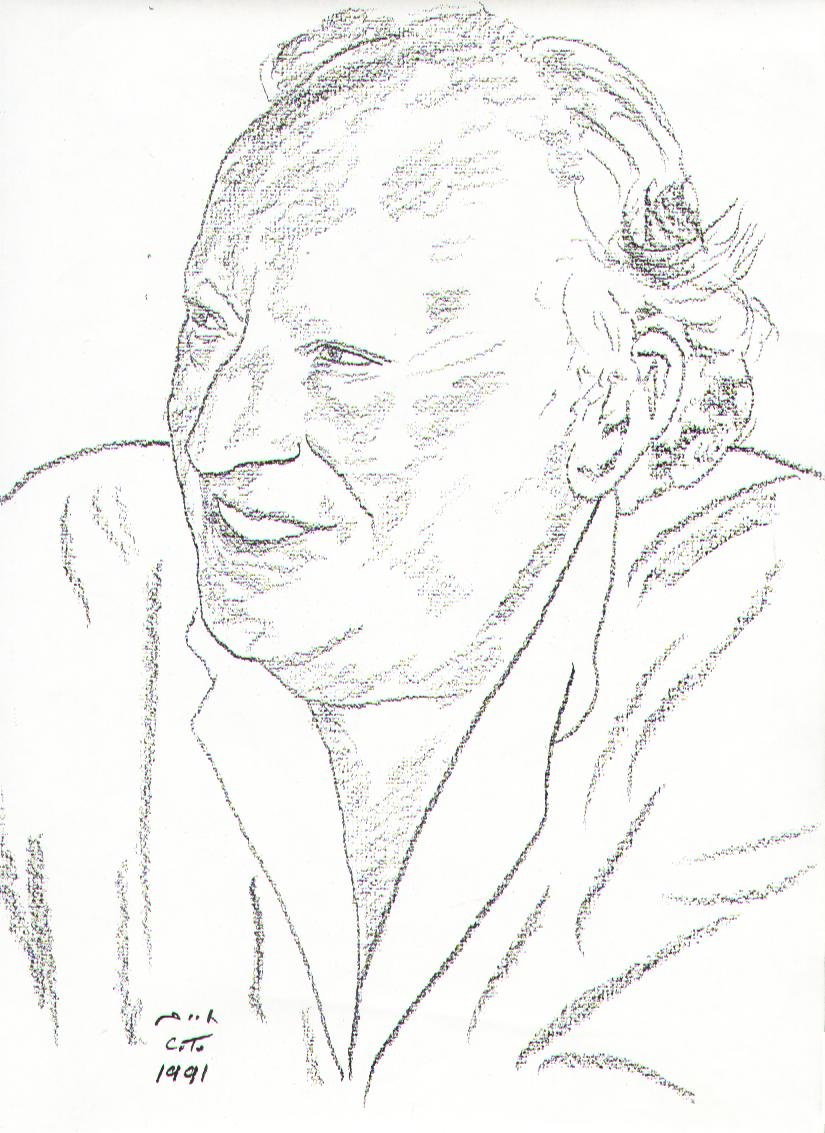
レオン・ユリス

## 私的生活
ユリスは3回結婚した。最初の妻は1945年に結婚したベティ・ベックで、1968年に離婚するまでに3人の子供をもうけた。その後、1968年にマージョリー・エドワーズと再婚したが、翌年彼女は銃で自殺した。
3番目で最後の妻は写真家のジル・ピーボディで、ボストンのフランシス・グリーソンとアルフレッド・ピーボディの娘だった。彼らには二人の子どもがいる。2人は1970年に結婚したが、そのときジルは22歳、ユリスは45歳だった。

彼と妻のジルは、ユリスの著書『アイルランド：恐ろしい美しさ』(ジルは挿絵を担当)や『エルサレム：雅歌』(エルサレム：雅歌)の制作に協力した。2人は1988年に離婚し、その後すぐにユリスはニューヨーク市に定住した。

## 死
レオン・ユリスは2003年、ニューヨーク州の島が丸ごと１つの町になったシェルター・アイランドのロングアイランドの自宅で腎不全のため78歳で亡くなった。。彼の残した文書はテキサス大学オースティン校のハリー・ランサム・センターで見ることができる。同センターではテキサス大学出版局が彼の文学伝記を出版している。このコレクションには、『ハッジ』と『ミトラ峠』を除くユリスの小説がすべて含まれており、脚本『OK牧場の決斗』の原稿も含まれている。 彼には5人の子供と2人の孫が残された。

## 作品の一覧
- Battle Cry , 1953
- The Angry Hills, 1955
- Exodus , 1958 (エクソダス 栄光への脱出、河出書房新社、1961年)
- Exodus Revisited, 1960 (GB title: In the Steps of Exodus)
- Mila 18, 1961(ミーラ街18番地、新潮社、1963年)
- Armageddon: A Novel of Berlin, 1963
- Topaz , 1967
- The Third Temple (with Strike Zion by William Stevenson), 1967
- QB VII, 1970(キュービー・セブン QB7、新潮社、1980年)
- Ireland, A Terrible Beauty, 1975 (with Jill Uris)
- Trinity, 1976
- Jerusalem: A Song of Songs, 1981 (with Jill Uris)
- The Haj, 1984
- Mitla Pass, 1988
- Redemption , 1995
- A God in Ruins, 1999
- A God in Ruins, 1999